# Wellington Paulo
Wellington Paulo da Silva Barros, ou simplesmente Wellington Paulo (Belo Horizonte, 1 de dezembro de 1972), é um ex-futebolista brasileiro que atuava como zagueiro, mas que também jogava como lateral-direito.

## Carreira
Começou jogando pelo América Mineiro em 1989. Destacou-se como um zagueiro valente, porém leal, exercendo desde cedo uma certa liderança sobre seus companheiros. Sagrou-se campeão mineiro em 1993 ano em que o clube obteve acesso à Série A. Pelo Coelho, foi campeão brasileiro da Série B em 1997, campeão da Copa Sul-Minas em 2000 e novamente campeão mineiro em 2001.
Transferiu-se para o Atlético Paranaense em 2002, conquistando o Campeonato Paranaense daquele ano.
Em 2003, foi para o Vasco da Gama, onde conquistou o Campeonato Carioca. Seguiu para o Náutico em 2004, retornando ao América no ano seguinte. A segunda passagem do jogador pelo Coelho ficou marcada pela acusação de ter xingado o também zagueiro  André Luiz, do Atlético Mineiro, em partida válida pelo campeonato estadual, rendendo a Wellington uma suspensão de 30 dias.
Entre 2007 e 2008, atuou no Paysandu, no Caxias, no Rio Branco de Andradas e no Confiança.
Voltou ao América pela terceira vez em 2009, sagrano-se campeão brasileiro da Série C em 2009 e ajudou a conquistar novo acesso a série A em 2010. No entanto, o zagueiro decidiu não renovar seu contrato com o América, e declarou em sua conta no twitter que ficou chateado com a postura da direção do clube.
Sua última equipe foi o Funorte, onde chegou em março de 2011 para solucionar os problemas defensivos do clube.. Apesar disso, não conseguiu evitar o rebaixamento do Formigão à Segunda Divisão estadual. Em julho, Wellington Paulo anunciou sua aposentadoria, aos 38 anos. Hoje, trabalha como empresário de jogadores.

## Títulos
América
- Campeonato Brasileiro - Série B: 1997
- Campeonato Brasileiro - Série C: 2009
- Copa Sul-Minas: 2000
- Campeonato Mineiro: 1993, e 2001

Atlético Paranaense
- Campeonato Paranaense: 2002

Vasco da Gama
- Campeonato Carioca: 2003